# Clarence Cameron White

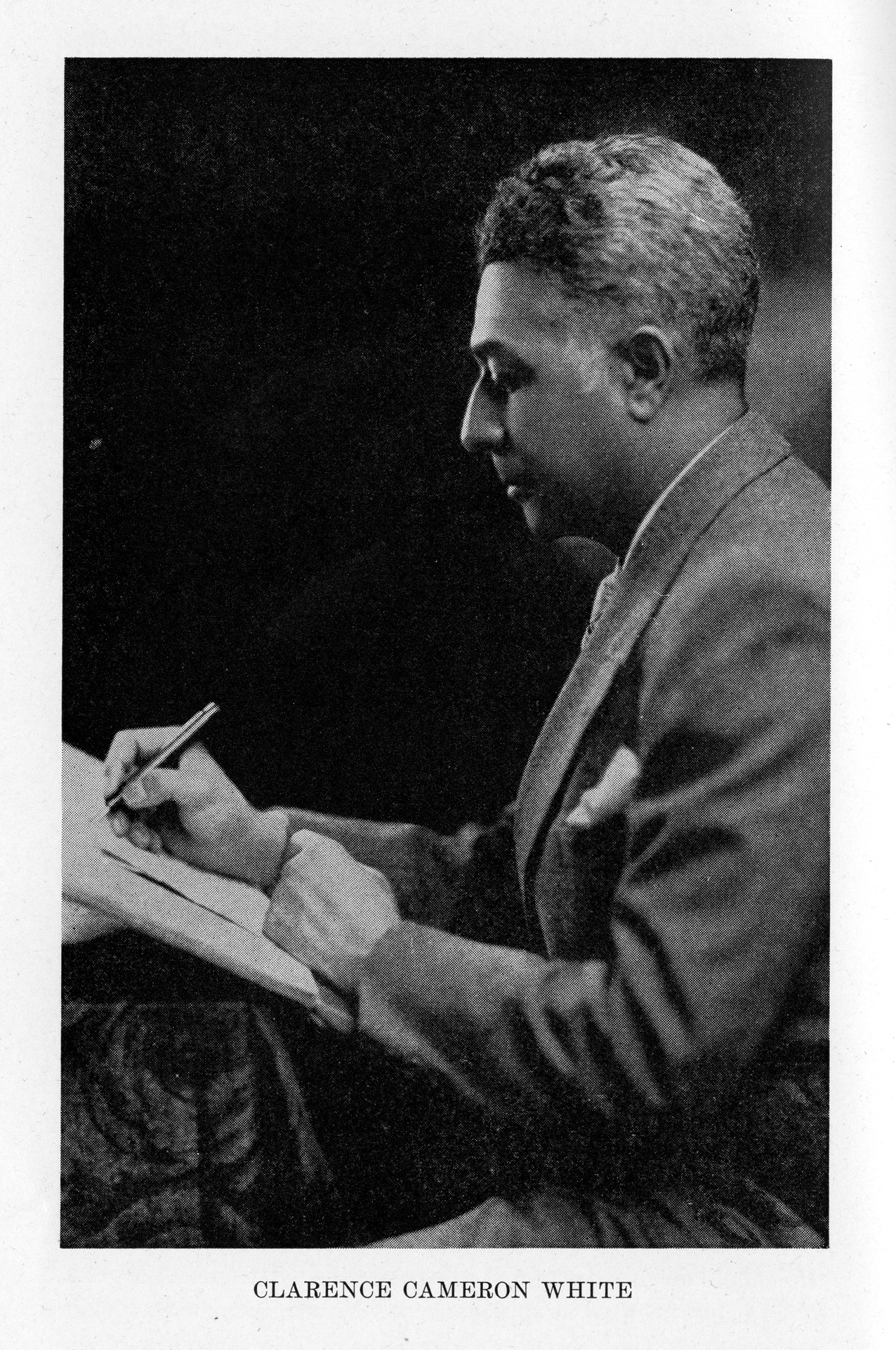
Clarence Cameron White

Clarence Cameron White (* 10. August 1880 in Clarksville/Tennessee; † 30. Juni 1960 in New York City) war ein US-amerikanischer Komponist.
White hatte ab 1892 ersten Violinunterricht bei Will Marion Cook und ab 1894 bei Joseph Douglass. Von 1896 bis 1901 studierte er am Oberlin Conservatory in Ohio und war Schüler von Samuel Coleridge-Taylor in London und von Raoul Laparra in Paris. Seit 1912 wirkte er als Violin- und Kompositionslehrer. Von 1916 bis 1920 war er Dirigent des Victorian Chamber Orchestra in Boston, von 1924 bis 1931 Musikdirektor des West Virginia State College. Seit 1933 leitete er den Hampton Institute Choir.

## Werke
- Forty Negro Spirituals
- Kutamba Rhapsody
- Symphony in D Minor
- A Night in Sans Souci, Ballettmusik
- Violinkonzert
- Ouanga, Oper nach der Biographie von Jean-Jacques Dessalines
- Heritage, Kantate